# Marc Raquil
Marc Raquil (Créteil, 2 de abril de 1977) é um ex-velocista francês, campeão mundial dos 4x400 m rasos. Ele conquistou seu título mundial e a medalha de ouro no Campeonato Mundial de Atletismo de 2003, em Paris, França.
Inicialmente a equipe da França chegou em segundo lugar, atrás do revezamento dos Estados Unidos. A posterior suspensão por doping de Jerome Young, um dos integrantes do 4x400 m norte-americano que venceu aquela prova, com todos seus resultados anulados a partir de 1999, fez com que a equipe americana fosse desclassificada e a medalha de ouro passada ao revezamento francês. Ele também tem uma medalha de prata no mesmo Mundial conquistada nos 400 m, com a posterior desclassificação de Young também desta prova, que havia vencido. Originalmente Raquil tinha ficado com o bronze.